# Йошкар-Олинская ТЭЦ-1
Йошкар-Олинская ТЭЦ-1 — старейшая тепловая электростанция, расположенная в городе Йошкар-Ола Республики Марий Эл. Основная функция ТЭЦ — отпуск тепловой энергии потребителям города, а также производство электрической энергии для собственных нужд предприятия. Входит в состав Муниципального унитарного предприятия «Йошкар-Олинская теплоэлектроцентраль № 1» муниципального образования «Город Йошкар-Ола» (МУП «Йошкар-Олинская ТЭЦ-1»).

## Основные производственные показатели
Установленная электрическая мощность ТЭЦ составляет 3,5 МВт, установленная тепловая мощность — 225 Гкал/час. На станции установлена турбина AEG мощностью 3,5 МВт, введенная в эксплуатацию в 1949 году.
Выработка электроэнергии в 2012 году составила 1,08 млн кВт⋅ч или 0,1 % от общей выработки электростанций республики.
На конец 2010 года в составе МУП «Йошкар-Олинская ТЭЦ-1» кроме ТЭЦ находятся 33 котельных, 21 тепловой пункт, 39,7 км магистральных сетей и тепловых вводов (в однотрубном исчислении), 349,6 км разводящих сетей (в однотрубном исчислении). Суммарная установленная мощность тепловых источников составляет 663,089 Гкал/ч, присоединенная нагрузка потребителей 452,056 Гкал/ч, объём выработанной собственными тепловыми источниками тепловой энергии в 2010 году — 1 042,3 тыс. Гкал.
Предприятия также оказывает услуги по передаче электрической энергии по сетям 110 — 0,4 кВ и является территориальной сетевой организацией, зона деятельности которой находится в границах г. Йошкар-Ола, п. Силикатный, п. Сурок, п. Корта, п. Студенка, п. Кундыш. По состоянию на конец 2012 года предприятию принадлежат 5 электрических подстанций 110 кВ, 1 подстанция 35 кВ, сети напряжением 110 кВ — 4,7 км, сети 35 кВ — 6,2 км.
В 2007 году на предприятии трудились около 2 тысяч человек.

## История
Для размещения и запуска предприятий, эвакуированных в начале Великой Отечественной войны из западных областей страны в Марийскую АССР, требовалось существенное наращивание генерирующих мощностей в столице республики. К началу войны в городе действововала дизельная электростанция мощностью всего 1000 кВт. Чтобы решить проблему электроснабжения эвакуированных оборонных предприятий, в первые дни войны было принято решение фактически полностью убрать бытовую нагрузку, Совет народных комиссаров СССР принял решение о строительстве в Йошкар-Оле временной паротурбинной электростанции мощностью до 6000 кВт. К ноябрю 1941 года были проведены все подготовительные операции.
Параллельно решались вопросы о поставке оборудования для строящейся электростанции. Турбоагрегат эвакуировали из Полтавы, а паровые котлы демонтировали с Государственной электрической станции № 2 (ныне — в составе ГЭС-1 ОАО «Мосэнерго»). Оборудование, поставленное на станцию, имело износ и ограничения в эксплуатации. Для обеспечения электростанции топливом (дровами) построили железнодорожную ветку до Нужъяльского лесоучастка. В июле 1943 года электростанция была введена в эксплуатацию.
В апреле 1947 года Совет министров СССР издал распоряжение о передаче Йошкар-Олинской электростанции двух паровых котлов системы Стерлинг, демонтированных на Горьковской ГРЭС в Балахне. Одновременно для электростанции был выделен турбоагрегат АЭГ мощностью 3 500 кВт. После реконструкции общая мощность паротурбинной электростанции достигла 12 800 кВт.
С 1968 года — «Йошкар-Олинская ТЭЦ». С 1969 по 1982 год велось строительство водогрейной котельной, замена паровых котлов, перевод ТЭЦ на природный газ. С 1975 года на балансе ТЭЦ находятся тепловые сети и отопительные котельные жилищно-коммунальных предприятий, школ, больниц, детских садов.